# Sint-Corneliuskapel (Colmont)

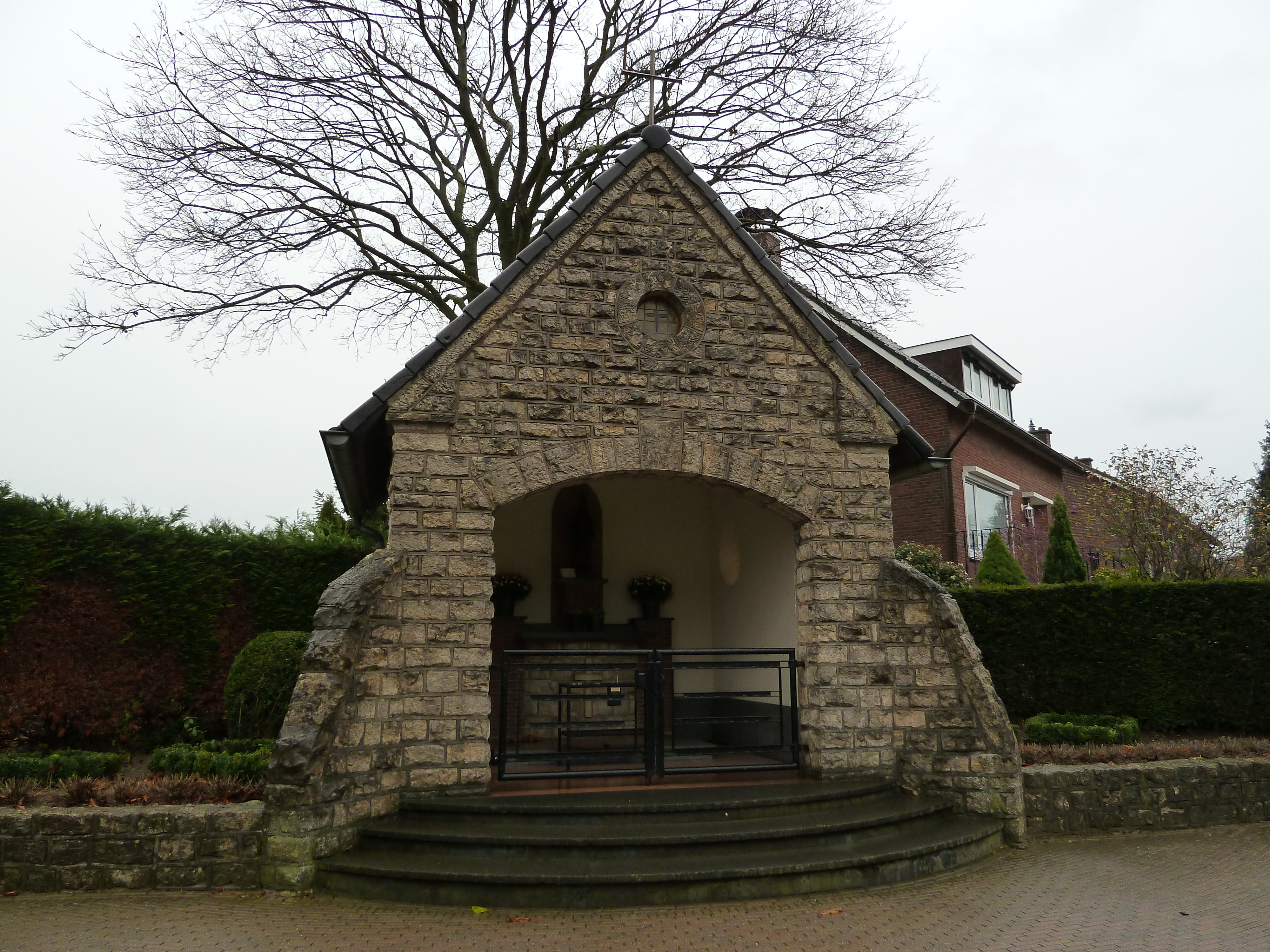
De Sint-Corneliuskapel

De Sint-Corneliuskapel of Bevrijdingskapel is een kapel in Colmont in de Nederlands Zuid-Limburgse gemeente Voerendaal. De kapel staat midden in de plaats aan een splitsing van de wegen Colmont en Geerweg.
De kapel is gewijd aan Paus Cornelius, wiens gedenkdag op 16 september valt.

## Geschiedenis
Op 16 september 1944 werd Colmont bevrijd.
In 1946 werd de kapel door buurtbewoners gebouwd uit dank dat Colmont tijdens de Tweede Wereldoorlog gespaard was gebleven.

## Bouwwerk
De open kapel staat op een lichte verhoging, bereikbaar via drie gebogen traptreden, en is in Kunradersteen opgetrokken op een rechthoekige plattegrond onder een zadeldak met zwarte pannen. In de beide zijgevels is een rond venster met glas-in-lood aangebracht, waarbij het rechterraam een rood hart en het linkerraam een rood anker toont. Hoog in de frontgevel is eveneens een rond venster aangebracht met daarin een rood kruis. Het kruis, anker en hart staan symbool voor de drie goddelijke deugden van respectievelijk geloof, hoop en liefde. Bovenop de frontgevel is een ijzeren kruis op bolvoet geplaatst dat afkomstig is van de Sint-Bernarduskerk in Ubachsberg. De frontgevel is aan weerszijden voorzien van vleugelvormige overhoekse steunberen en een segmentboogvormige toegang die afgesloten wordt met een laag ijzeren hek.
Van binnen is de kapel gestuukt en wit geschilderd op een basement van donker hardsteen. Tegen de achterwand is een altaar gemetseld in baksteen en Kunradersteen, voorzien van een decoratief kruis aan de voorzijde. Op het altaar staat op een bakstenen sokkel een Corneliusbeeld van de hand van beeldhouwer Jean Weerts. Achter het beeld is een in gele bakstenen gemetselde spitsboog aangebracht.